# 2020年東京オリンピックのエジプト選手団
2020年東京オリンピックのエジプト選手団は、2021年7月23日から8月8日にかけて日本の首都東京で開催された2020年東京オリンピックのエジプト選手団、およびその競技結果。

## メダル
| メダル | 選手名                             | 競技       | 種目                             | 日付    |
| ------ | ---------------------------------- | ---------- | -------------------------------- | ------- |
| 金     | フェリヤル・アブデルアジズ         | 空手       | 女子組手61kg超級                 | 8月7日  |
| 銀     | アフメド・エル＝ゲンディ           | 近代五種   | 男子                             | 8月7日  |
| 銅     | ヘダヤ・ワフバ                     | テコンドー | 女子67kg級                       | 7月26日 |
| 銅     | セイフ・エイサ                     | テコンドー | 男子80kg級                       | 7月26日 |
| 銅     | モハメド・イブラヒム・エッ＝サイド | レスリング | 男子グレコローマンスタイル67kg級 | 8月4日  |
| 銅     | ギアナ・ロトフィ                   | 空手       | 女子組手61kg級                   | 8月6日  |

## 射撃
- 1名[1]